# Киево-Подольское духовное училище
Киево-Подольское духовное училище — дореволюционное духовное училище в городе Киеве (Российская империя), организованное в 1817—1819 годах.

## История
В течение 1817—19 гг. была проведена образовательная реформа, в результате которой на базе Киево-Могилянской академии были созданы Киевская духовная академия, Киевская духовная семинария и Киево-Подольское духовное училище.
По ходатайству митрополита Филарета в распоряжение киевского училища был передан трёхэтажный митрополичий дом. Став первым ректором училища, митрополит принимал деятельное участие в жизни воспитанников, которые в основном были выходцами с Украины и Бессарабии, и сам оплачивал расходы на обучение 40 учеников из 110 принятых в первом потоке. Во второй половине XIX — начале XX века сотни выпускников училища стали служителями Церкви. Значительное количество воспитанников поступило в Киевскую семинарию.
Училище было закрыто после Октябрьской революции 1917 года.

## Знаменитые преподаватели и ученики
- Макарий (Булгаков)
- Грушевский, Сергей Фёдорович
- Адриан (Демидович)